# اودئون وست اند
اودئون وست اند (انگلیسی: Odeon West End) یا شناخته شده با نام تئاتر میدان لستر از سال ۱۹۳۰ تا ۱۹۸۸ یک سینما در جنوب میدان لستر، لندن بوده است.
این سینما شامل دو سالن با ظرفیت ۵۰۰ و ۸۳۲ بوده که در سال ۱۹۳۰ میلادی تأسیس شده اما پس از فروش از تاریخ ۱ ژانویه ۲۰۱۵ برای تبدیل شدن به هتل فعالیت آن به پایان رسیده است. اغلب فیلم‌هایی با اهمیت کمتر جشنواره فیلم لندن در این سینما نمایش داده میشده است.